# Broxted
Broxted – wieś w Anglii, w hrabstwie Essex, w dystrykcie Uttlesford. Leży 25 km na północny zachód od miasta Chelmsford i 55 km na północny wschód od Londynu. Miejscowość liczy 526 mieszkańców.